# Municipalità locale di Kai !Garib
La municipalità locale di Kai !Garib (in inglese Kai !Garib Local Municipality) è una municipalità locale del Sudafrica appartenente alla municipalità distrettuale di ZF Mgcawu, nella provincia del Capo Settentrionale. In base al censimento del 2001 la sua popolazione è di 55 693 abitanti.
La sede amministrativa e legislativa è la città di Keimoes e il suo territorio si estende su una superficie di 7 445 km² ed è suddiviso in 8 circoscrizioni elettorali (wards). Il suo codice di distretto è NC082.

## Geografia fisica

### Confini
La municipalità locale di Kai !Garib confina a nord e a est con la municipalità locale di Khara Hais, a est con quella di !Kheis e a ovest con la Namibia.

### Città e comuni
- Alheit
- Augrabies
- Augrabies Mission
- Bloemsmond
- Cillie
- Kakamas
- Kanoneiland
- Keimoes
- Kenhardt
- Lennetsville
- Loxtonberg
- Louisvale
- Lutzburg
- Marchand
- Riemvasmaak

### Fiumi
- Brabees
- Brak
- Bul
- Hartbees
- Kameel
- Molopo
- Nrougas se Loop
- Neusspruit
- Olienhout
- Rooiberg Dam
- Sandnoute
- Slang
- Sout
- Vaalputs

### Dighe
- Kakamas Weir
- Rooiberg Dam